# Enrique de Letonia
Enrique de Livonia, también conocido como Enrique de Letonia (latín: Henricus de Lettis; estonio: Läti Henrik; alemán: Heinrich von Lettland; letón: Latviešu Indriķis), fue un sacerdote católico autor, entre otros escritos, de la crónica de Enrique de Livonia y testigo ocular de los acontecimientos históricos descritos en la obra. Posiblemente nacido entre 1180 y 1188 en Alemania, a la vista que hace uso de un nombre de pila alemán y se refiere a los alemanes en primera persona del plural, pero también es posible que su origen fuera livonio. 
Según la crónica, tuvo una educación germánica y católica y desde muy joven estuvo adscrito a la casa del príncipe-obispo Alberto de Riga quien le ordenó sacerdote en 1208; fundó una parroquia y vivió toda su existencia en paz. 
Sus crónicas están escritas desde un punto de vista clerical, ya que la historia de la Iglesia es parte esencial de su concepto histórico de Livonia y pudo tener origen como informe para el legado papal Guillermo de Módena, a quien Enrique fue asignado como intérprete en 1225 hasta 1227. Guillermo, uno de los diplomáticos más hábiles del papado, estaba en Livonia para mediar una disputa interna entre los Hermanos Livonios de la Espada, y las reclamaciones territoriales de los obispos católicos.